# Сидієво (Сливенська область)
Сиді́єво (болг. Съдиево) — село в Сливенській області Болгарії. Входить до складу общини Нова Загора.

## Населення
За даними перепису населення 2011 року у селі проживали 829 осіб.
Національний склад населення села:
| Національність   | Кількість осіб | Відсоток |
| ---------------- | -------------- | -------- |
| болгари          | 664            | 85,5 %   |
| цигани           | 101            | 13,0 %   |
| турки            | 9              | 1,2 %    |
| інша             | 0              | 0 %      |
| не визначились   | 3              | 0,4 %    |
| Всього відповіли | 777            |          |

Розподіл населення за віком у 2011 році:
Динаміка населення: